# Benda (Sirampog)
Benda is een bestuurslaag in het regentschap Brebes van de provincie Midden-Java, Indonesië. Benda telt 10.622 inwoners (volkstelling 2010). Er zijn zeven buurten in Benda: Benda I, Benda II, Karang Tengah, Karang Mulya, Kratagan, Bulawungu, en Jetak.